# Banner (massamedia)

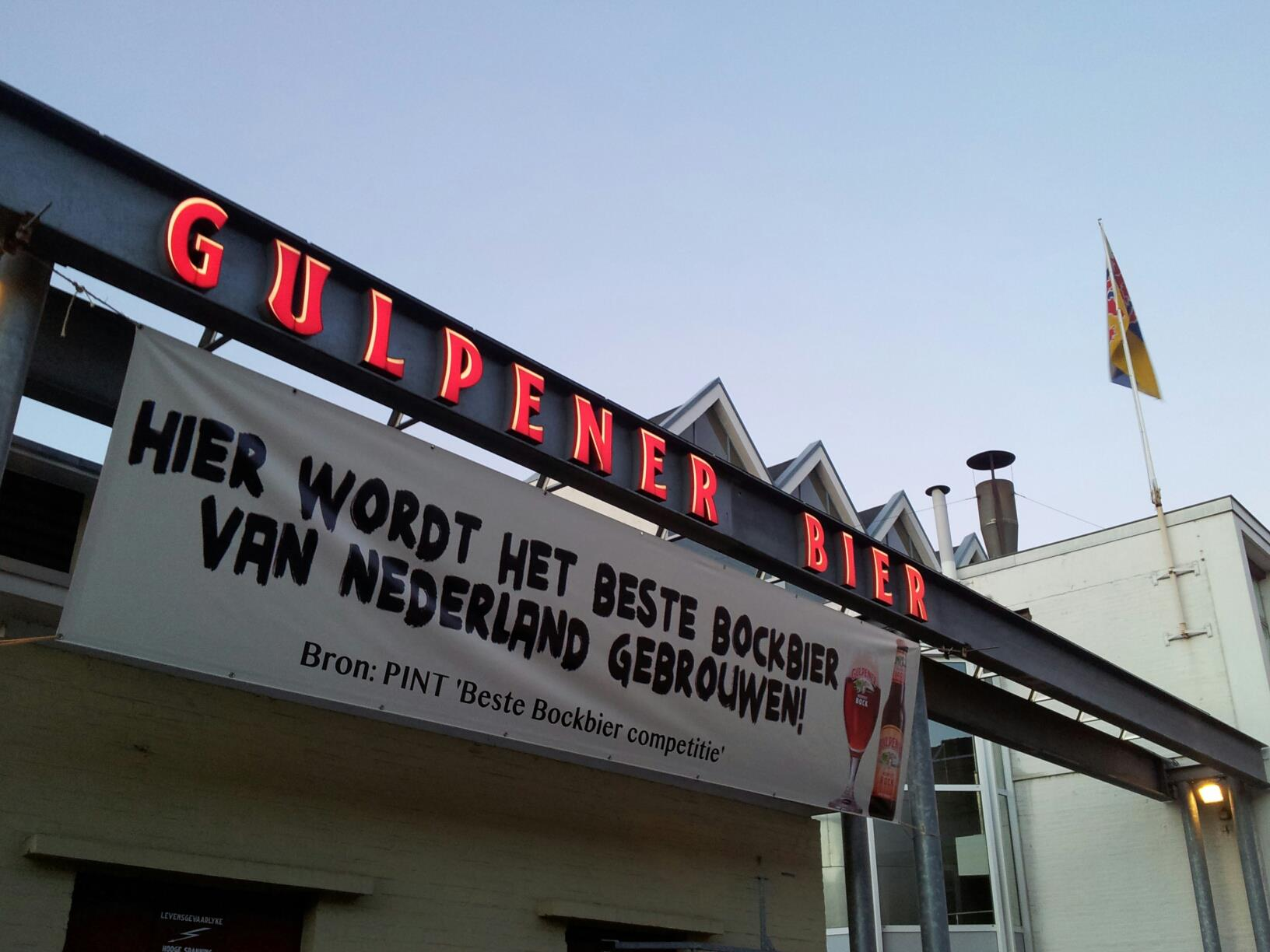
Banner van een bierbrouwerij

Een banner, vaandel of spandoek wordt gebruikt voor promotiedoeleinden en/of voor sfeerondersteuning van bijvoorbeeld een club of idool, bij feesten en partijen, of bij protestacties zoals demonstraties.
De banner bestaat uit een stuk doek waarvan doorgaans de lengte groter is dan de hoogte, met bijvoorbeeld een meter tot anderhalve meter hoogte. Door middel van twee pvc-buizen kan het doek omhooggehouden worden. Ook wordt een banner wel met rubberen ringen in een aluminium frame aan een muur bevestigd. Om doorzicht te geven vanuit bijvoorbeeld een kantoorgebouw kan er gebruik worden gemaakt van doorschijnend meshdoek.

## Tifo
Bij tifo-acties worden aanmoedigingen voor een club of idool soms kunstig of ludiek verbeeld op een banner. In Nederlandse voetbalstadions worden bannerbuizen van maximaal 1,50 meter toegestaan.

## Online gebruik
Online worden er ook banieren gebruikt. Zie Banner (digitaal).